# Lithocarpus nitidinux
Lithocarpus nitidinux là một loài thực vật có hoa trong họ Cử. Loài này được (Hu) Chun ex C.C.Huang & Y.T.Chang mô tả khoa học đầu tiên năm 1988.